# یواس‌اس کارنیشن (۱۸۶۳)
یواس‌اس کارنیشن (۱۸۶۳) (به انگلیسی: USS Carnation (1863)) یک کشتی بود که طول آن ۷۳ فوت ۶ اینچ (۲۲٫۴۰ متر) بود. این کشتی در سال ۱۸۶۳ ساخته شد.